# Alexandro Cavagnera
Alexandro Cavagnera (Luik, 1 december 1998) is een Belgisch voetballer die sinds 2020 uitkomt voor URSL Visé. Cavagnera is een middenvelder.

## Carrière
Cavagnera is een jeugdproduct van Standard Luik. Op 19 mei 2017 speelde hij zijn eerste officiële wedstrijd in het eerste elftal voor de club: in de Play-off 2-wedstrijd tegen Lierse SK mocht hij in de 82e minuut invallen voor Renaud Emond. Standard nam hem in januari 2018 mee op winterstage met de A-kern en lichtte in maart 2018 de optie in zijn contract, maar verdere speelkansen in het eerste elftal kwamen er niet.
Cavagnera stapte in de zomer van 2018 samen met zijn halfbroer Lillo Guarneri over naar AC Milan. De Italiaanse grootmacht leende hem meteen uit aan de Zwitserse eersteklasser FC Lugano, maar Cavagnera speelde er enkel wedstrijden voor het beloftenelftal in de 2. Liga Interregional, het vijfde niveau in het Zwitserse voetbal.
Na zijn passage bij Milan (en Lugano) zat Cavagnera een tijdje zonder club. Vanaf november 2019 trainde hij mee met RFC Seraing, dat toen uitkwam in Eerste klasse amateurs. Het kwam uiteindelijk niet tot een samenwerking, waarop Cavagnera zich in april 2020 aansloot bij URSL Visé. Zijn eerste seizoen bij Visé ging quasi volledig in rook op vanwege de coronapandemie. In zijn tweede seizoen was hij dan weer lang buiten strijd door blessureleed. Cavagnera deelde in het seizoen 2021/22 de kleedkamer met zijn halfbroer Lillo Guarneri.

## Clubstatistieken
| Seizoen         | Club            | Land                 | Competitie         | Competitie | Competitie | Beker | Beker | Supercup | Supercup | Europees | Europees | Totaal | Totaal |
| Seizoen         | Club            | Land                 | Competitie         | Wed.       | Dlp.       | Wed.  | Dlp.  | Wed.     | Dlp.     | Wed.     | Dlp.     | Wed.   | Dlp.   |
| --------------- | --------------- | -------------------- | ------------------ | ---------- | ---------- | ----- | ----- | -------- | -------- | -------- | -------- | ------ | ------ |
| 2016/17         | Standard Luik   | Vlag van België      | Jupiler Pro League | 1          | 0          | 0     | 0     | 0        | 0        | 0        | 0        | 1      | 0      |
| 2017/18         | Standard Luik   | Vlag van België      | Jupiler Pro League | 0          | 0          | 0     | 0     | —        | —        | —        | —        | 0      | 0      |
| 2018/19         | AC Milan        | Vlag van Italië      | Serie A            | 0          | 0          | 0     | 0     | —        | —        | 0        | 0        | 0      | 0      |
| 2018/19         | → FC Lugano     | Vlag van Zwitserland | Super League       | 0          | 0          | 0     | 0     | —        | —        | —        | —        | 0      | 0      |
| 2020/21         | URSL Visé       | Vlag van België      | Eerste nationale   | 1          | 0          | 2     | 0     | —        | —        | —        | —        | 3      | 0      |
| 2021/22         | URSL Visé       | Vlag van België      | Eerste nationale   | 10         | 0          | 1     | 0     | —        | —        | —        | —        | 11     | 0      |
| Carrière totaal | Carrière totaal | Carrière totaal      | Carrière totaal    | 12         | 0          | 3     | 0     | 0        | 0        | 0        | 0        | 15     | 0      |

Bijgewerkt op 11 juli 2022.